# Кревкер ле Пти
Кревкер ле Пти (фр. Crèvecoeur-le-Petit) насеље је и општина у североисточној Француској у региону Пикардија, у департману Оаза која припада префектури Клермон.
По подацима из 2011. године у општини је живело 117 становника, а густина насељености је износила 35,14 становника/km². Општина се простире на површини од 3,33 km². Налази се на средњој надморској висини од 115 метара (максималној 127 m, а минималној 93 m).

## Демографија
| 1962. | 1968. | 1975. | 1982. | 1990. | 1999. | 2011. |
| ----- | ----- | ----- | ----- | ----- | ----- | ----- |
| 102   | 127   | 165   | 144   | 103   | 129   | 117   |

График промене броја становника у току последњих година